# Christopher Rungkat
Christopher Rungkat, né le 14 janvier 1990 à Jakarta, est un joueur de tennis indonésien professionnel depuis 2007.
Il est le meilleur joueur de tennis indonésien depuis ses débuts sur le circuit professionnel et l'un des meilleurs de l'ère Open. Seul Suwandi (en) a atteint un classement plus élevé en simple (240e en 2001).
Il est membre de l'équipe d'Indonésie de Coupe Davis depuis 2007 et détient le record de victoires total dans la compétition (37).

## Carrière
En tant que junior, il remporte Roland-Garros 2008 en double avec Henri Kontinen et atteint la finale de l'US Open 2008. Son meilleur classement combiné est une 18e place.
Entre 2010 et 2016, il a remporté onze tournois Futures en simple dont neuf dans son pays natal. En double, il compte 37 titres ITF à son palmarès.
En 2017, il fait le choix de se spécialiser vers le jeu en double et remporte ses premiers tournois Challenger à Lisbonne et Winnetka. En 2018, il s'impose à Dallas, Busan, Fairfield et Shenzhen. Associé au Taïwanais Hsieh Cheng-peng depuis fin 2018, ils atteignent leur première finale sur le circuit ATP en 2019 au tournoi de Sofia. Il remporte son premier tournoi ATP en 2020 à Pune avec André Göransson.
En dehors du circuit professionnel, il a notamment remporté trois médailles d'or (simple, double, équipe) aux Jeux d'Asie du Sud-Est de 2011 organisés à Palembang, une en simple lors de l'édition 2017 à Kuala Lumpur et une autre en double mixte en 2019 à Manille. Il a également obtenu une médaille d'or en double mixte avec Aldila Sutjiadi lors des Jeux asiatiques de 2018.

## Palmarès

### Titre en double messieurs
| No | Date       | Nom et lieu du tournoi     | Catégorie | Dotation  | Surface    | Partenaire      | Finalistes                        | Score            |          |
| -- | ---------- | -------------------------- | --------- | --------- | ---------- | --------------- | --------------------------------- | ---------------- | -------- |
| 1  | 03-02-2020 | Tata Open Maharashtra Pune | ATP 250   | 546 355 $ | Dur (ext.) | André Göransson | Jonathan Erlich Andrei Vasilevski | 6-2, 3-6, [10-8] | Parcours |

### Finale en double messieurs
| No | Date       | Nom et lieu du tournoi | Catégorie | Dotation  | Surface    | Vainqueurs                  | Partenaire       | Score            |          |
| -- | ---------- | ---------------------- | --------- | --------- | ---------- | --------------------------- | ---------------- | ---------------- | -------- |
| 1  | 04-02-2019 | Sofia Open Sofia       | ATP 250   | 524 340 € | Dur (int.) | Nikola Mektić Jürgen Melzer | Hsieh Cheng-peng | 6-2, 4-6, [10-2] | Parcours |

## Parcours dans les tournois duGrand Chelem

### En double
| Année | Open d'Australie          | Open d'Australie  | Internationaux de France   | Internationaux de France | Wimbledon                   | Wimbledon                   | US Open                     | US Open                    |
| ----- | ------------------------- | ----------------- | -------------------------- | ------------------------ | --------------------------- | --------------------------- | --------------------------- | -------------------------- |
| 2019  | —                         | —                 | 2e tour (1/16) Hsieh C.-p. | G. Barrère Quentin Halys | 1er tour (1/32) Hsieh C.-p. | Oliver Marach Jürgen Melzer | 1er tour (1/32) Hsieh C.-p. | P. Carreño Feliciano López |
|       |                           |                   |                            |                          |                             |                             |                             |                            |
| 2022  | 2e tour (1/16) Treat Huey | Dane Sweeny Li Tu | —                          | —                        | —                           | —                           | —                           | —                          |

N.B. : le nom du partenaire se trouve sous le résultat ; le nom des ultimes adversaires se trouve à droite.

### En double mixte
| Année | Open d'Australie | Open d'Australie | Internationaux de France | Internationaux de France | Wimbledon                | Wimbledon             | US Open | US Open |
| ----- | ---------------- | ---------------- | ------------------------ | ------------------------ | ------------------------ | --------------------- | ------- | ------- |
| 2019  | —                | —                | —                        | —                        | 2e tour (1/16) S. Aoyama | A. Rosolska N. Mektić | —       | —       |

N.B. : le nom de la partenaire se trouve sous le résultat ; le nom des ultimes adversaires se trouve à droite.

## Classements ATP en fin de saison
| Année          | 2005 | 2006 | 2007 | 2008 | 2009 | 2010 | 2011 | 2012 | 2013 | 2014 | 2015 | 2016 | 2017 | 2018 | 2019 | 2020 | 2021 | 2022 |
| Rang en simple | 1367 | –    | 1330 | 1483 | 1275 | 637  | 418  | 282  | 599  | 649  | 428  | 450  | 808  | 1658 | –    | –    | –    | –    |
| Rang en double | 1288 | –    | 857  | 677  | 627  | 606  | 333  | 492  | 361  | 520  | 409  | 208  | 123  | 92   | 96   | 99   | 145  | 207  |

Source : (en) Classements de Christopher Rungkat sur le site officiel de la Fédération internationale de tennis